# Голубева, Татьяна Геннадьевна
Татья́на Генна́дьевна Го́лубева (бел. Таццяна Генадзьеўна Голубева, род. 27 июня 1947, Кричев, Могилёвская область, Белорусская ССР, СССР) — белорусский государственный и политический деятель. Экс-председатель центрального комитета Компартии Беларуси, депутат Палаты представителей Национального собрания Республики Беларусь II созыва (2000—2004), являлась заместителем Министра архитектуры и строительства Республики Беларусь (1994—2001).

## Биография
Родилась 27 июня 1947 года в городе Кричеве Могилевской области.
Имеет высшее образование, окончила Белгородский технологический институт строительных материалов им. И. А. Гришманова, по специальности — инженер-химик-технолог; также окончила Академию народного хозяйства при Совете Министров СССР, является ведущим специалистом по управлению. Трудовую деятельность начала лаборантом, техником Кричевского цементно-шиферного комбината. Работала электросварщицей на Гродненском комбинате стройматериалов, инженером-технологом, заместителем начальника цеха Сморгонского комбината силикатобетонных изделий, секретарем партийной организации, генеральным директором производственного объединения «Сморгоньсиликатобетон».
9 сентября 1994 года указом Президента № 97 была назначена заместителем Министра архитектуры и строительства Республики Беларусь и освобождена от должности заместителя Министра промышленности строительных материалов.
В 2000 году избрана депутатом Палаты представителей Национального собрания Республики Беларусь II созыва от Витебского сельского избирательного округа № 21, по результатам второго тура голосования. 20 февраля 2001 года Постановлением Совета Министров освобождена от должности заместителя министра архитектуры и строительства в связи с переходом на постоянную работу в Палату представителей Национального собрания Республики Беларусь.
В 2004 году была переизбрана депутатом Палаты представителей Национального собрания Республики Беларусь II созыва от Сморгонского избирательного округа № 61. По результатам голосования, за её кандидатуру было подано 16 924 голоса (65,3 %), при явке избирателей 90,5 %. В третьем созыве Палаты представителей являлась заместителем председателя Постоянной комиссии Палаты представителей Национального собрания Республики Беларусь по жилищной политике, строительству, торговле.
4 марта 2005 года на пленуме Центрального комитета КПБ была избрана первым секретарём ЦК КПБ, после того, как летом 2004 года умер на 55-м году жизни бывший первый секретарь Валерий Захарченко. Любопытно, что при переходе на работу в парламент Голубева сначала указывала на свою беспартийность, но потому неожиданно сделала головокружительную партийную карьеру в КПБ, всего за несколько лет добившись поста первого секретаря. На должности первого секретаря Татьяна Голубева проработала до октября 2012 года, когда её сменил на должности Игорь Карпенко.
В 2006 году на партийном съезде отметила необходимость воссоединения коммунистов заявив, что это диктуется наращиванием усилий по отстаиванию интересов трудящихся суверенной Беларуси. Она считала, что сплоченное коммунистическое движение может эффективно противостоять оказываемому на страну давлению со стороны транснационального капитала, открытым попыткам политического давления, шантажа и угрозам в адрес руководства Беларуси со стороны ряда западных политиков, а также деструктивной деятельности некоторых белорусских политических партий.

## Семья
Замужем, имеет двух сыновей.

## Награды
- Орден Почёта (6 декабря 2011)[8].
- Награждена Почетной грамотой Национального собрания Республики Беларусь и партийным знаком Коммунистической партии Беларуси «Верность».